# Пуаз
Пуа́з (позначення: П, до 1978 року пз; міжнародне — P; від фр. poise) — одиниця динамічної в'язкості в системі СГС, яка характеризує здатність рідин й газів чинити опір взаємному рухові їхніх частинок.
Один пуаз дорівнює в'язкості рідини, що чинить опір силою в 1 дину взаємному переміщенню двох шарів рідини площею 1 см², що знаходяться на відстані 1 см один від одного і взаємно переміщаються з відносною швидкістю 1 см/с.
1 П = г / (см· с) = 0,1 Н · с / м²
Одиниця уведена приблизно у 1924 році і названа на честь Ж.-Л.-М. Пуазейля.
Пуаз має аналог в системі SI — паскаль-секунда (Па·с): 1 Па·c = 10 П
Вода за температури 25 °C має динамічну в'язкість 0,008937 П, динамічна в'язкість повітря при 20 °C становить 0,00018 П.
Сота частина пуаза називається сантипуазом.